# Liste des médaillées au concours général individuel des championnats du monde de gymnastique rythmique
| Édition | Lieu                | Or                                                 | Argent                                                               | Bronze                                            |
| ------- | ------------------- | -------------------------------------------------- | -------------------------------------------------------------------- | ------------------------------------------------- |
| 1963    | Budapest            | Ludmila Savinkova (URS)                            | Tatiana Kravtchenko (URS)                                            | Julia Traslieva (BUL)                             |
| 1965    | Prague              | Hana Micechova (TCH)                               | Tatiana Kravtchenko (URS)                                            | Hana Matachova-Bougusovska (TCH)                  |
| 1967    | Copenhague          | Elena Karpukhina (URS)                             | Ute Lehmann (GDR)                                                    | Liubov Sereda (URS)                               |
| 1969    | Varna               | Maria Gigova (BUL)                                 | Lubov Sereda (URS) Nechka Robeva (BUL) Galina Shugurova (URS)        |                                                   |
| 1971    | La Havane           | Maria Gigova (BUL)                                 | Elena Karpukhina (URS)                                               | Alfia Nazmutdinova (URS)                          |
| 1973    | Rotterdam           | Galina Shugurova (URS) Maria Gigova (BUL)          |                                                                      | Natalia Krachinnekova (URS)                       |
| 1975    | Madrid              | Carmen Rischer (GER)                               | Christiana Rosenberg (GER)                                           | Maria Jesús Alegre (ESP)                          |
| 1977    | Bâle                | Irina Deriugina (URS)                              | Galina Shugurova (URS)                                               | Kristina Guiourova (BUL)                          |
| 1979    | Londres             | Irina Deriugina (URS)                              | Elena Tomas (URS)                                                    | Irina Gabasvili (URS)                             |
| 1981    | Munich              | Anelia Ralenkova (BUL)                             | Lilia Ignatova (BUL) Iliana Raeva (BUL)                              |                                                   |
| 1983    | Strasbourg          | Diliana Gueorguieva (BUL)                          | Galina Beloglazova (URS) Lilia Ignatova (BUL) Anelia Ralenkova (BUL) |                                                   |
| 1985    | Valladolid          | Diliana Gueorguieva (BUL)                          | Lilia Ignatova (BUL)                                                 | Bianca Panova (BUL)                               |
| 1987    | Varna               | Bianca Panova (BUL)                                | Adriana Dunavska (BUL) Elisabeth Koleva (BUL)                        |                                                   |
| 1989    | Sarajevo            | Alexandra Timoshenko (URS)                         | Bianca Panova (BUL)                                                  | Adriana Dunavska (BUL) Oksana Skaldina (URS)      |
| 1991    | Athènes             | Oksana Skaldina (URS)                              | Alexandra Timoshenko (URS)                                           | Mila Marinova (BUL)                               |
| 1992    | Bruxelles           | Oxana Kostina (RUS)                                | Maria Petrova (BUL)                                                  | Larissa Loukianenko (BLR)                         |
| 1993    | Alicante            | Maria Petrova (BUL)                                | Ekaterina Serebrianskaya (UKR)                                       | Amina Zaripova (RUS)                              |
| 1994    | Paris               | Maria Petrova (BUL)                                | Larissa Loukianenko (BLR) Amina Zaripova (RUS)                       |                                                   |
| 1995    | Vienne              | Ekaterina Serebrianskaya (UKR) Maria Petrova (BUL) |                                                                      | Larissa Loukianenko (BLR) Yanina Batyrchina (RUS) |
| 1996    | Budapest            | pas de concours général individuel                 | pas de concours général individuel                                   | pas de concours général individuel                |
| 1997    | Berlin              | Elena Vitrichenko (UKR)                            | Natalia Lipkovskaya (RUS)                                            | Yanina Batyrchina (RUS)                           |
| 1998    | Séville             | pas de concours général individuel                 | pas de concours général individuel                                   | pas de concours général individuel                |
| 1999    | Ōsaka               | Alina Kabaeva (RUS)                                | Yulia Raskina (BLR)                                                  | Yulia Barsukova (RUS)                             |
| 2001    | Madrid              | Tamara Yerofeeva (UKR)                             | Simona Peycheva (BUL)                                                | Anna Bessonova (UKR)                              |
| 2002    | La Nouvelle-Orléans | pas de concours général individuel                 | pas de concours général individuel                                   | pas de concours général individuel                |
| 2003    | Budapest            | Alina Kabaeva (RUS)                                | Anna Bessonova (UKR)                                                 | Irina Tchachina (RUS)                             |
| 2005    | Bakou               | Olga Kapranova (RUS)                               | Anna Bessonova (UKR)                                                 | Irina Tchachina (RUS)                             |
| 2007    | Patras              | Anna Bessonova (UKR)                               | Vera Sessina (RUS)                                                   | Olga Kapranova (RUS)                              |
| 2009    | Ise                 | Evgenia Kanaeva (RUS)                              | Daria Kondakova (RUS)                                                | Anna Bessonova (UKR)                              |
| 2010    | Moscou              | Evgenia Kanaeva (RUS)                              | Daria Kondakova (RUS)                                                | Melitina Staniouta (BLR)                          |
| 2011    | Montpellier         | Evgenia Kanaeva (RUS)                              | Daria Kondakova (RUS)                                                | Aliya Garayeva (AZE)                              |
| 2013    | Kiev                | Yana Kudryavtseva (RUS)                            | Hanna Rizatdinova (UKR)                                              | Melitina Staniouta (BLR)                          |
| 2014    | Izmir               | Yana Kudryavtseva (RUS)                            | Margarita Mamun (RUS)                                                | Hanna Rizatdinova (UKR)                           |
| 2015    | Stuttgart           | Yana Kudryavtseva (RUS)                            | Margarita Mamun (RUS)                                                | Melitina Staniouta (BLR)                          |
| 2017    | Pesaro              | Dina Averina (RUS)                                 | Arina Averina (RUS)                                                  | Linoy Ashram (ISR)                                |
| 2018    | Sofia               | Dina Averina (RUS)                                 | Linoy Ashram (ISR)                                                   | Aleksandra Soldatova (RUS)                        |
| 2019    | Bakou               | Dina Averina (RUS)                                 | Arina Averina (RUS)                                                  | Linoy Ashram (ISR)                                |